# 998 هـ
998 هـ هي سنة في التقويم الهجري امتدت مقابلةً في التقويم الميلادي بين سنتي 1589 و1590.

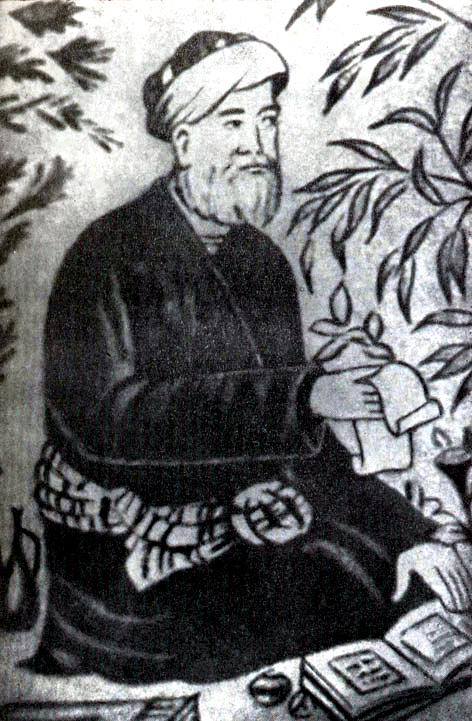
عبد الرحمن الجامي

## مواليد
- أحمد الأول

## وفيات
- عبد الرحمن الجامي